# Vespadelus regulus
Vespadelus regulus är en fladdermusart som först beskrevs av Thomas 1906.  Vespadelus regulus ingår i släktet Vespadelus och familjen läderlappar. Inga underarter finns listade i Catalogue of Life.

## Utseende
Arten har 30 till 32 mm långa underarmar och väger 3,6 till 7,0 g. Håren har ett mörkt avsnitt nära roten och spetsen är ljusare. På ovansidan förekommer brun till rödbrun päls och undersidans päls är ljusare samt mer gråaktig. Svansen är helt inbäddad i svansflyghuden. Vespadelus regulus har en grå flygmembran och gråa öron. Denna fladdermus saknar en knöl (ås) i ansiktet mellan nosen och pannan vad som skiljer den från andra släktmedlemmar.

## Utbredning
Denna fladdermus förekommer i södra Australien, på Tasmanien och på flera mindre öar i regionen. Arten lever i låglandet och i bergstrakter upp till 1700 meter över havet. Habitatet varierar mellan skogar med hårdbladsväxter, buskskogar, odlade områden och trädgårdar.

## Ekologi
Vespadelus regulus vilar i trädens håligheter och i byggnader och bildar där kolonier med upp till 100 medlemmar. Honor är cirka 3 månader dräktig och sedan föds en enda unge.
Utanför parningstiden bildar honor vanligen egna kolonier som är skilda från hannarna. Arten flyger ofta tät ovanför den låga växtligheten eller längs skogsgläntor. Den jagar olika insekter med hjälp av ekolokaliseringen. Ungen diar sin mor cirka 6 veckor.